# Pero Viviaez
Pero Viviaez fue un trovador gallego del siglo XIII, autor de composiciones de la lírica gallego-portuguesa.

## Biografía
No quedan datos biográficos. En la documentación del siglo XIII, se han identificado a dos personas con ese nombre: Un noble llamado Pero Viviaez de Queirugás, procedente de un lugar próximo a Verín, y un burgués de Caldelas. Pudo estar relacionado con la corte de Alfonso X.

## Obra
Se conservan nueve obras, cuatro cantigas de amor y cinco cantigas de escarnio y maldecir, de las cuales, tres son de dudosa autoría. En las cantigas de amor, pertenece al grupo de trovadores que anuncia que va a desvelar la personalidad de su amada para, posteriormente, evitar hacerlo mediante el uso de tópicos y enigmas.